# ألبيرتو روسيل
ألبيرتو روسيل (بالإسبانية: Alberto Rossel)‏ (مواليد 26 يناير 1978) هو ملاكم بيروفي، مثّل بلاده في الألعاب الأولمبية الصيفية 1996.

## روابط خارجية
ألبيرتو روسيل على موقع بوكس ريك (الإنجليزية) (registration required)
- ألبيرتو روسيل على موقع أوليمبيديا (الإنجليزية)